# John Higgins/Erfolge

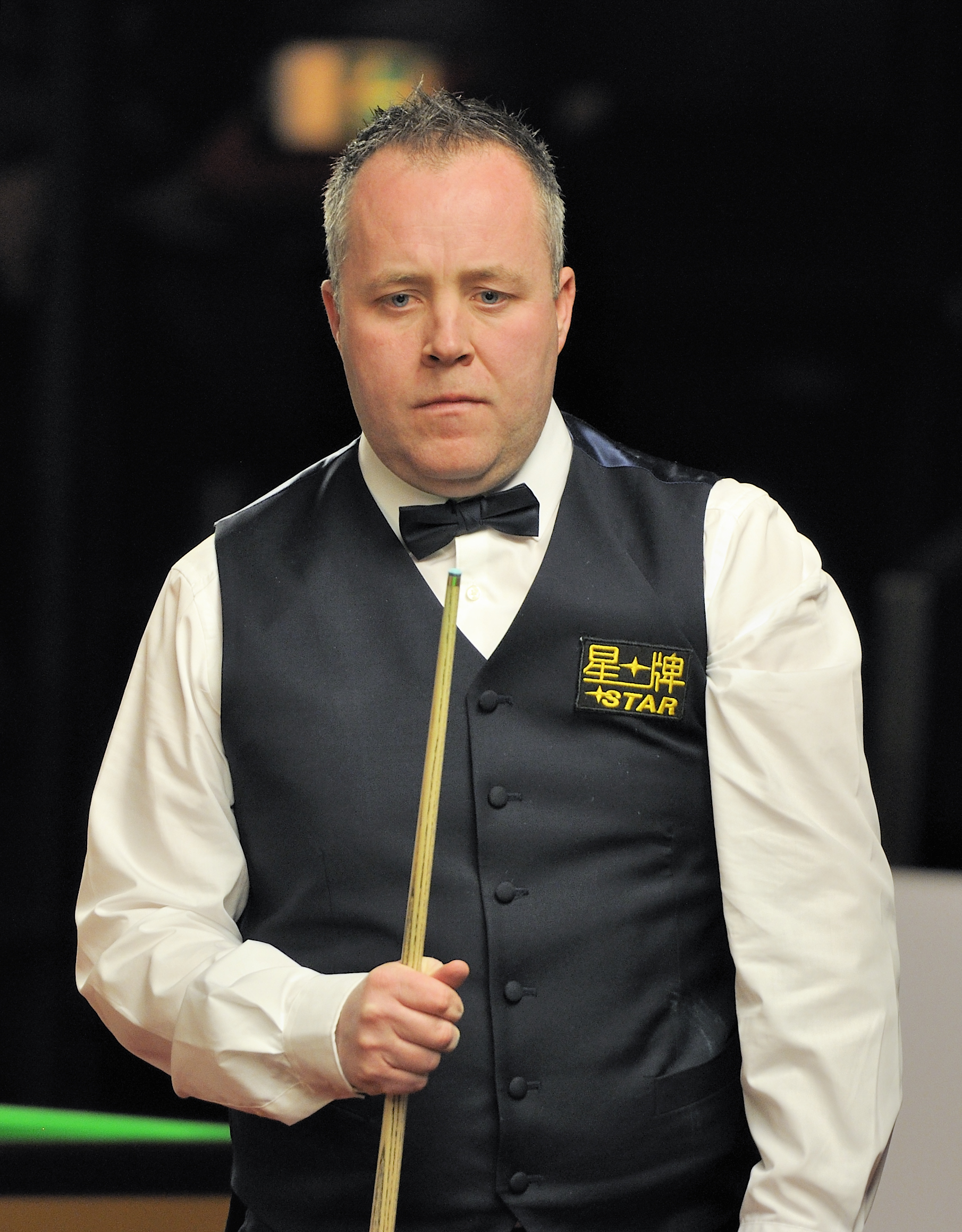
John Higgins (2014)

Diese Liste führt die Erfolge des Snookerspielers John Higgins auf. Der Schotte Higgins ist seit 1992 durchgehend Profispieler und gewann in dieser Zeit zahlreiche Turniere, darunter vier Mal die Snookerweltmeisterschaft. Da er auch bei der UK Championship und dem Masters siegte, gehört er zu den Spielern der sogenannten Triple Crown.
Higgins wurde im schottischen Amateursnooker sozialisiert und stieg Anfang der 1990er-Jahre zu einem der führenden britischen Amateure auf. Zusammen mit Mark Williams und Ronnie O’Sullivan wurde er 1992 Profispieler; alle drei Spieler schafften schnell den Sprung in die Weltspitze. Higgins gewann bereits während der Saison 1994/95 drei Turniere mit Einfluss auf die Snookerweltrangliste. Schließlich feierte er mit dem Gewinn der Snookerweltmeisterschaft 1998 seinen bis dahin größten Erfolg. Durch diesen führte er für die nächsten zwei Spielzeiten auch die Snookerweltrangliste an. Anschließend gewann er auch noch die UK Championship 1998 und das Masters 1999 und hielt somit eine Zeit lang gleichzeitig alle drei Triple-Crown-Titel.
Danach verschlechterte sich Higgins’ Form ein wenig, während Williams und O’Sullivan den Sport dominierten. Ab der Saison 2005/06 meldete er sich zurück. Diesen Formaufschwung kürte er bei der Snookerweltmeisterschaft 2007 mit seinem zweiten WM-Titel, anschließend übernahm er auch wieder die Führung in der Weltrangliste. Nur zwei Jahre später gewann er bei der Snookerweltmeisterschaft 2009 seinen dritten Titel beim wichtigsten Snookerturnier. Ein Jahr darauf war Higgins in einen Wettskandal verwickelt, als die News of the World ein Video veröffentlichten, in dem Higgins einem vorgeblichen Korruptionsdeal scheinbar zustimmte. Higgins entschuldigte sich damit, dass er sich der osteuropäischen Wettmafia gegenüber und in Todesangst wähnte. Schließlich wurde er von den Vorwürfen des Wettbetrugs und der Korruption freigesprochen, auch, weil eine tatsächliche Spielmanipulation nie stattfand. Dennoch wurde er bis November 2010 gesperrt, vor allem, weil er es versäumt hatte, das „Angebot“ dem professionellen Weltverband WPBSA zu melden.
Bei seiner Rückkehr auf die Profitour zeigte sich Higgins in Hochform. Er gewann zwei seiner ersten drei Turniere, beim dritten verlor er erst im Endspiel. Weitere Turniersiege folgten im Laufe der Saison. Große Beachtung fand vor allem der Finalsieg bei der Snookerweltmeisterschaft 2011. Danach verschlechterte sich die Form des nun vierfachen Weltmeisters ein wenig. Kurzzeitig bereits aus den Top 10 herausgerutscht, kehrte er 2016 in diese zurück. Von 2017 bis 2019 stand Higgins dann jährlich im Finale der Weltmeisterschaft, musste sich aber jedes Mal geschlagen geben. Der für seine Vielseitigkeit und insbesondere sein Breakbuilding bekannte Higgins ist Member of the Order of the British Empire und Mitglied der Snooker Hall of Fame.

## Übersicht über die Turniere der Triple Crown
Die folgende Tabelle zeigt Higgins’ Abschneiden bei den Turnieren der Triple Crown und seine Positionen auf der Snookerweltrangliste. Die jeweiligen Weltranglisten bzw. Turniere sind verlinkt.
| Turnier                          | 1992/ 93 | 1993/ 94 | 1994/ 95 | 1995/ 96 | 1996/ 97 | 1997/ 98 | 1998/ 99 | 1999/ 2000 | 2000/ 01 | 2001/ 02 | 2002/ 03 | 2003/ 04 | 2004/ 05 | 2005/ 06 | 2006/ 07 | 2007/ 08 | 2008/ 09 | 2009/ 10 | 2010/ 11 | 2011/ 12 | 2012/ 13 | 2013/ 14 | 2014/ 15 | 2015/ 16 | 2016/ 17 | 2017/ 18 | 2018/ 19 | 2019/ 20 | 2020/ 21 | 2021/ 22 | 2022/ 23 | 2023/ 24 | 2024/ 25 | Gesamt TS / TN |
| -------------------------------- | -------- | -------- | -------- | -------- | -------- | -------- | -------- | ---------- | -------- | -------- | -------- | -------- | -------- | -------- | -------- | -------- | -------- | -------- | -------- | -------- | -------- | -------- | -------- | -------- | -------- | -------- | -------- | -------- | -------- | -------- | -------- | -------- | -------- | -------------- |
| \| Weltrangliste WRL \| AP EP \| | –        | 122      | 51       | 11       | 2        | 2        | 1        | 1          | 2        | 3        | 4        | 4        | 5        | 6        | 4        | 1        | 5        | 4        | 1 2      | 2 5      | 5 11     | 11       | 11 13    | 13 6     | 6 2      | 2 4      | 4 5      | 5 7      | 7        | 7 5      | 5 9      | 9 16     | 16       | Gesamt TS / TN |
| Triple-Crown-Turniere            |          |          |          |          |          |          |          |            |          |          |          |          |          |          |          |          |          |          |          |          |          |          |          |          |          |          |          |          |          |          |          |          |          |                |
| UK Championship                  | –        | –        | –        | HF       | F        | R1       | S        | HF         | S        | VF       | VF       | L32      | L32      | AF       | HF       | L32      | VF       | F        | S        | AF       | AF       | AF       | AF       | VF       | VF       | AF       | R2       | VF       | AF       | R3       | L32      | AF       | AF       | 3 / 30         |
| Masters                          | –        | –        | F        | AF       | AF       | AF       | S        | AF         | AF       | AF       | VF       | HF       | F        | S        | AF       | AF       | HF       | AF       | AF       | HF       | VF       | VF       | AF       | VF       | AF       | HF       | AF       | VF       | F        | VF       | AF       | AF       | AF       | 2 / 31         |
| Weltmeisterschaft                | QR       | QR       | R1       | VF       | VF       | S        | HF       | HF         | F        | VF       | VF       | AF       | AF       | R1       | S        | AF       | S        | AF       | S        | AF       | R1       | R1       | AF       | VF       | F        | F        | F        | AF       | AF       | HF       | VF       | VF       | VF       | 4 / 31         |
| Weltrangliste WRL                | AP EP    |          |          |          |          |          |          |            |          |          |          |          |          |          |          |          |          |          |          |          |          |          |          |          |          |          |          |          |          |          |          |          |          |                |

| Legende | Legende                               |
| ------- | ------------------------------------- |
| S       | Sieger                                |
| F       | Finalist                              |
| HF      | Halbfinalist                          |
| VF      | Viertelfinalist                       |
| AF      | Achtelfinalist                        |
| LX      | Niederlage in der Runde der letzten X |
| RX      | Niederlage in Runde X                 |
| WR      | Niederlage in der Wildcardrunde       |
| QR      | Niederlage in der Qualifikation       |
| NQ      | Nicht qualifiziert                    |
| –       | nicht teilgenommen                    |
| –       | keine Weltranglistenplatzierung       |
| n. a.   | nicht ausgetragen                     |
| k. R.   | keine Rangliste                       |
| TS / TN | Turniersiege / Teilnahmen             |
| AP      | Ranglistenposition am Saisonbeginn    |
| EP      | Ranglistenposition am Saisonende      |

## Übersicht über die Finalteilnahmen
John Higgins stand in seiner Karriere in zahlreichen Endspielen, insbesondere bei Weltranglistenturnieren. Seine Finalteilnahmen sind im Folgenden nach Turnier-Kategorien aufgeschlüsselt.

### Ranglistenturniere
Während seiner Karriere erreichte Higgins 58 Mal das Endspiel eines Ranglistenturnieres, wovon er mit 33 Spielen mehr als die Hälfte gewinnen konnte.
Farbbedeutungen: Turnier der Triple Crown
| Ergebnis | Jahr | Turnier                    | Gegner im Finale  | Endstand |
| -------- | ---- | -------------------------- | ----------------- | -------- |
| Sieger   | 1994 | Grand Prix                 | Dave Harold       | 9:6      |
| Finalist | 1995 | Welsh Open                 | Steve Davis       | 3:9      |
| Sieger   | 1995 | International Open         | Steve Davis       | 9:5      |
| Sieger   | 1995 | British Open               | Ronnie O’Sullivan | 9:6      |
| Finalist | 1995 | Grand Prix                 | Stephen Hendry    | 5:9      |
| Sieger   | 1995 | German Open                | Ken Doherty       | 9:3      |
| Sieger   | 1996 | International Open         | Rod Lawler        | 9:3      |
| Finalist | 1996 | British Open               | Nigel Bond        | 8:9      |
| Finalist | 1996 | UK Championship            | Stephen Hendry    | 9:10     |
| Sieger   | 1997 | European Open              | John Parrott      | 9:5      |
| Finalist | 1997 | Grand Prix                 | Dominic Dale      | 6:9      |
| Sieger   | 1997 | German Open                | John Parrott      | 9:4      |
| Finalist | 1998 | Welsh Open                 | Paul Hunter       | 5:9      |
| Finalist | 1998 | Scottish Open              | Ronnie O’Sullivan | 5:9      |
| Sieger   | 1998 | British Open               | Stephen Hendry    | 9:8      |
| Sieger   | 1998 | Snookerweltmeisterschaft   | Ken Doherty       | 18:12    |
| Sieger   | 1998 | UK Championship            | Matthew Stevens   | 10:6     |
| Sieger   | 1999 | China International        | Billy Snaddon     | 9:3      |
| Sieger   | 1999 | Grand Prix                 | Mark Williams     | 9:8      |
| Sieger   | 2000 | Welsh Open                 | Stephen Lee       | 9:8      |
| Sieger   | 2000 | UK Championship            | Mark Williams     | 10:4     |
| Finalist | 2001 | Snookerweltmeisterschaft   | Ronnie O’Sullivan | 14:18    |
| Sieger   | 2001 | British Open               | Graeme Dott       | 9:6      |
| Finalist | 2003 | Irish Masters              | Ronnie O’Sullivan | 9:10     |
| Finalist | 2003 | LG Cup                     | Mark Williams     | 5:9      |
| Sieger   | 2004 | British Open               | Stephen Maguire   | 9:6      |
| Sieger   | 2005 | Grand Prix                 | Ronnie O’Sullivan | 9:2      |
| Finalist | 2006 | Malta Cup                  | Ken Doherty       | 8:9      |
| Finalist | 2006 | China Open                 | Mark Williams     | 8:9      |
| Sieger   | 2007 | Snookerweltmeisterschaft   | Mark Selby        | 18:13    |
| Sieger   | 2008 | Grand Prix                 | Ryan Day          | 9:7      |
| Finalist | 2009 | China Open                 | Peter Ebdon       | 8:10     |
| Sieger   | 2009 | Snookerweltmeisterschaft   | Shaun Murphy      | 18:9     |
| Finalist | 2009 | UK Championship            | Ding Junhui       | 8:10     |
| Sieger   | 2010 | Welsh Open                 | Ali Carter        | 9:4      |
| Sieger   | 2010 | UK Championship            | Mark Williams     | 10:9     |
| Sieger   | 2011 | Welsh Open                 | Stephen Maguire   | 9:6      |
| Sieger   | 2011 | Snookerweltmeisterschaft   | Judd Trump        | 18:15    |
| Sieger   | 2012 | Shanghai Masters           | Judd Trump        | 10:9     |
| Finalist | 2013 | Wuxi Classic               | Neil Robertson    | 7:10     |
| Sieger   | 2015 | Welsh Open                 | Ben Woollaston    | 9:3      |
| Sieger   | 2015 | Australian Goldfields Open | Martin Gould      | 9:8      |
| Sieger   | 2015 | International Championship | David Gilbert     | 10:5     |
| Finalist | 2016 | Scottish Open              | Marco Fu          | 4:9      |
| Finalist | 2017 | Snookerweltmeisterschaft   | Mark Selby        | 15:18    |
| Sieger   | 2017 | Indian Open                | Anthony McGill    | 5:1      |
| Sieger   | 2018 | Welsh Open                 | Barry Hawkins     | 9:7      |
| Finalist | 2018 | Snookerweltmeisterschaft   | Mark Williams     | 16:18    |
| Finalist | 2018 | China Championship         | Mark Selby        | 9:10     |
| Finalist | 2019 | Snookerweltmeisterschaft   | Judd Trump        | 9:18     |
| Sieger   | 2021 | Players Championship       | Ronnie O’Sullivan | 10:3     |
| Finalist | 2021 | Northern Ireland Open      | Mark Allen        | 8:9      |
| Finalist | 2021 | English Open               | Neil Robertson    | 8:9      |
| Finalist | 2021 | Scottish Open              | Luca Brecel       | 5:9      |
| Finalist | 2022 | Tour Championship          | Neil Robertson    | 9:10     |
| Finalist | 2024 | British Open               | Mark Selby        | 5:10     |
| Sieger   | 2025 | World Open                 | Joe O’Connor      | 10:6     |
| Sieger   | 2025 | Tour Championship          | Mark Selby        | 10:8     |

### Minor-ranking-Turniere
Sogenannte Minor-ranking-Turniere sind Profievents, die einen deutlich geringeren Einfluss auf die Weltrangliste haben. Bei diesen konnte Higgins – jeweils im Rahmen der Players Tour Championship – drei von sechs Endspielen für sich entscheiden.
| Ergebnis | Jahr | Turnier                                     | Gegner im Finale | Endstand |
| -------- | ---- | ------------------------------------------- | ---------------- | -------- |
| Sieger   | 2010 | Ruhr Championship                           | Shaun Murphy     | 4:2      |
| Finalist | 2010 | Prague Classic                              | Michael Holt     | 3:4      |
| Finalist | 2011 | Players Tour Championship 2011/12 – Event 5 | Andrew Higginson | 1:4      |
| Sieger   | 2012 | Kay Suzanne Memorial Trophy                 | Judd Trump       | 4:2      |
| Finalist | 2012 | Bulgarian Open                              | Judd Trump       | 0:4      |
| Sieger   | 2013 | Bulgarian Open                              | Neil Robertson   | 4:1      |

### Einladungsturniere
Bei Einladungsturnieren, Turniere ohne Einfluss auf die Weltrangliste mit einer für die Teilnahme notwendigen Einladung, stand Higgins insgesamt 24 Mal im Finale. Mit elf Siegen konnte er dabei etwas weniger als die Hälfte dieser Endspiele für sich entscheiden.
Farbbedeutungen: Turnier der Triple Crown
| Ergebnis | Jahr    | Turnier                                  | Gegner im Finale  | Endstand |
| -------- | ------- | ---------------------------------------- | ----------------- | -------- |
| Finalist | 1995    | Masters                                  | Ronnie O’Sullivan | 3:9      |
| Finalist | 1995    | Malta Grand Prix                         | Peter Ebdon       | 4:7      |
| Finalist | 1996    | Charity Challenge                        | Ronnie O’Sullivan | 6:9      |
| Finalist | 1997    | Malta Grand Prix                         | Ken Doherty       | 5:7      |
| Sieger   | 1998    | Charity Challenge                        | Ronnie O’Sullivan | 9:8      |
| Finalist | 1998    | Scottish Masters                         | Ronnie O’Sullivan | 7:9      |
| Sieger   | 1999    | Masters                                  | Ken Doherty       | 10:8     |
| Sieger   | 1999    | Charity Challenge                        | Ronnie O’Sullivan | 9:4      |
| Finalist | 1999    | Scottish Masters                         | Matthew Stevens   | 7:9      |
| Sieger   | 2000    | Irish Masters                            | Stephen Hendry    | 9:4      |
| Sieger   | 2001    | Champions Cup                            | Mark Williams     | 7:4      |
| Sieger   | 2001    | Scottish Masters                         | Ronnie O’Sullivan | 9:6      |
| Sieger   | 2002    | Irish Masters                            | Peter Ebdon       | 10:3     |
| Finalist | 2002    | Scottish Masters                         | Ronnie O’Sullivan | 4:9      |
| Finalist | 2004    | World Champions v. Asian Stars Challenge | Marco Fu          | 1:5      |
| Finalist | 2005    | Masters                                  | Ronnie O’Sullivan | 3:10     |
| Sieger   | 2006    | Masters                                  | Ronnie O’Sullivan | 10:9     |
| Finalist | 2006    | Pot Black                                | Mark Williams     | 13:119 1 |
| Sieger   | 2007/08 | Euro-Asia Masters Challenge              | James Wattana     | 5:4      |
| Sieger   | 2016    | China Championship                       | Stuart Bingham    | 10:7     |
| Sieger   | 2016    | Champion of Champions                    | Ronnie O’Sullivan | 10:7     |
| Finalist | 2019    | 6-Red World Championship                 | Stephen Maguire   | 6:8      |
| Finalist | 2021    | Masters                                  | Yan Bingtao       | 8:10     |
| Finalist | 2021    | Champion of Champions                    | Judd Trump        | 4:10     |

### Non-Ranking-Turniere
Bei sogenannten Non-Ranking-Turnieren, die vom Prinzip her stark den Einladungsturnieren ähneln, stand Higgins ein Mal in einem Endspiel, das er auch gewann.
| Ergebnis | Jahr | Turnier                            | Gegner im Finale | Endstand |
| -------- | ---- | ---------------------------------- | ---------------- | -------- |
| Sieger   | 2011 | Scottish Professional Championship | Anthony McGill   | 6:1      |

### Ligen
Bei sogenannten Ligen, im Prinzip Einladungsturniere im Round-Robin-Modus, die meist mit einer kleinen K.-o.-Phase enden konnte Higgins vier von sieben Endspielen gewinnen.
| Ergebnis | Jahr      | Turnier                  | Gegner im Finale  | Endstand |
| -------- | --------- | ------------------------ | ----------------- | -------- |
| Sieger   | 1999      | Premier League Snooker   | Jimmy White       | 9:4      |
| Finalist | 2002      | Premier League Snooker   | Ronnie O’Sullivan | 4:9      |
| Finalist | 2004      | Premier League Snooker   | Stephen Hendry    | 6:9      |
| Finalist | 2007      | Premier League Snooker   | Ronnie O’Sullivan | 4:7      |
| Sieger   | 2017      | Championship League      | Ryan Day          | 3:0      |
| Sieger   | 2018      | Championship League      | Zhou Yuelong      | 3:2      |
| Sieger   | 2021/2022 | Championship League (II) | Stuart Bingham    | 3:2      |
| Sieger   | 2022/2023 | Championship League (II) | Judd Trump        | 3:1      |

### Teamevents
Daneben feierte Higgins auch in Teamevents Erfolge. Sechsmal stand er mit seinen Teamkollegen in einem Endspiel eines Teamevents, vier Mal konnte er dabei gewinnen.
| Ergebnis | Jahr | Turnier                  | Teampartner                                  | Gegner im Finale                                         | Endstand |
| -------- | ---- | ------------------------ | -------------------------------------------- | -------------------------------------------------------- | -------- |
| Sieger   | 1996 | World Cup                | Stephen Hendry Alan McManus                  | Ken Doherty Fergal O’Brien Stephen Murphy                | 10:7     |
| Zweiter  | 1999 | Nations Cup              | Stephen Hendry Alan McManus Chris Small      | Matthew Stevens Mark Williams Dominic Dale Darren Morgan | 4:6      |
| Sieger   | 2001 | Nations Cup              | Stephen Hendry Alan McManus                  | Ken Doherty Fergal O’Brien Michael Judge                 | 6:2      |
| Sieger   | 2007 | Euro-Asia Team Challenge | Ken Doherty Stephen Hendry Ronnie O’Sullivan | Marco Fu James Wattana Ding Junhui Supoj Saenla          | 5:3      |
| Zweiter  | 2015 | World Cup                | Stephen Maguire                              | Zhou Yuelong Yan Bingtao                                 | 1:4      |
| Sieger   | 2019 | World Cup                | Stephen Maguire                              | Zhou Yuelong Liang Wenbo                                 | 4:0      |

### Amateurturniere

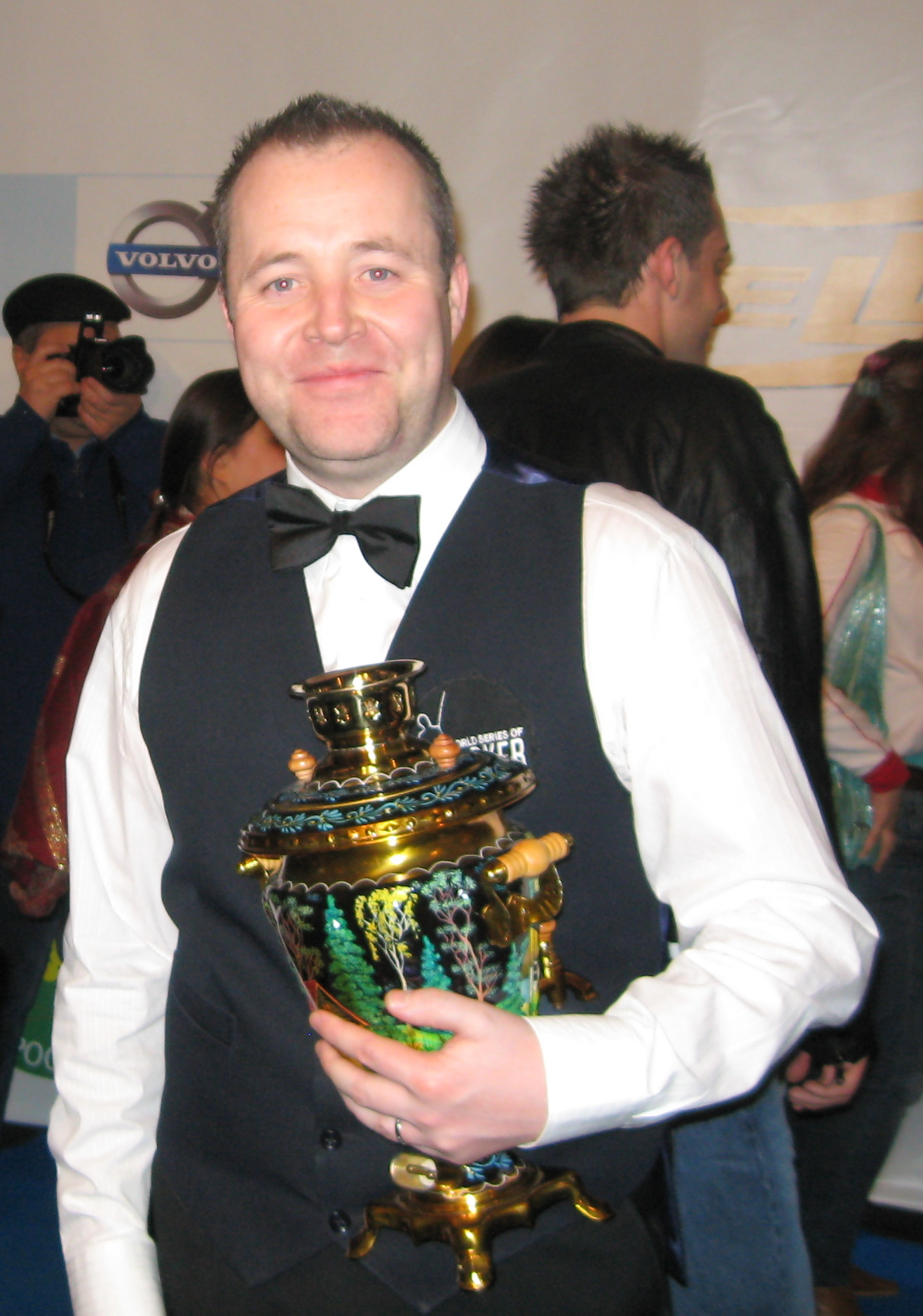
Higgins nach dem Sieg beim vierten WSoS-Event 2008

Nicht nur als Profi, sondern auch auf Amateurebene konnte der Schotte Titel gewinnen. Die folgende Tabelle bietet eine Übersicht über die wichtigsten Finalteilnahmen auf dieser Ebene.
| Ergebnis | Jahr | Turnier                                      | Gegner im Finale | Endstand |
| -------- | ---- | -------------------------------------------- | ---------------- | -------- |
| Sieger   | 1991 | World Masters – Junioren                     | Mark Williams    | 6:1      |
| Sieger   | 1992 | Schottische U18-Meisterschaft                | Scott Bigham     | 5:0      |
| Sieger   | 1994 | Australian Open Championship                 | Willie Thorne    | 9:5      |
| Sieger   | 2008 | World Series of Snooker 2008/09 – Event 1    | Mark Selby       | 6:3      |
| Sieger   | 2008 | World Series of Snooker 2008/09 – Event 4    | Ding Junhui      | 5:0      |
| Finalist | 2009 | World Series of Snooker 2008/09 – Finalevent | Shaun Murphy     | 2:6      |

## Century-Breaks
Am 19. September 2024 gelang ihm bei den English Open 2024 im Spiel gegen Mark Allen als erst zweitem Spieler nach Ronnie O’Sullivan das tausendste Century-Break seiner Karriere.